# 건널목

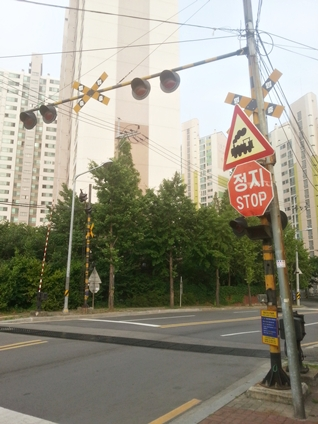
한국의 건널목

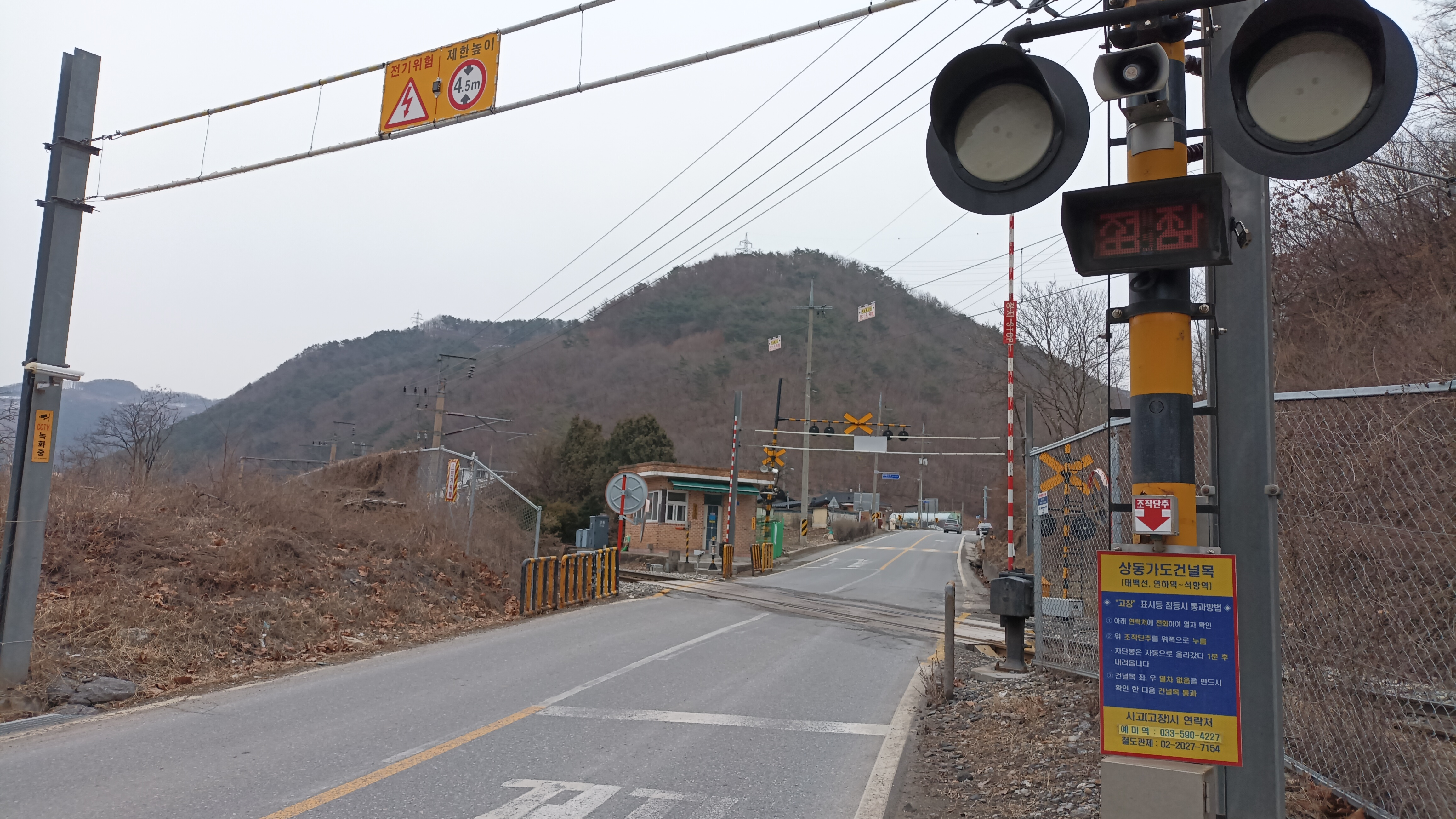
태백선 석항역 부근 국도 제31호선이 태백선과 교차하는 상동가도건널목

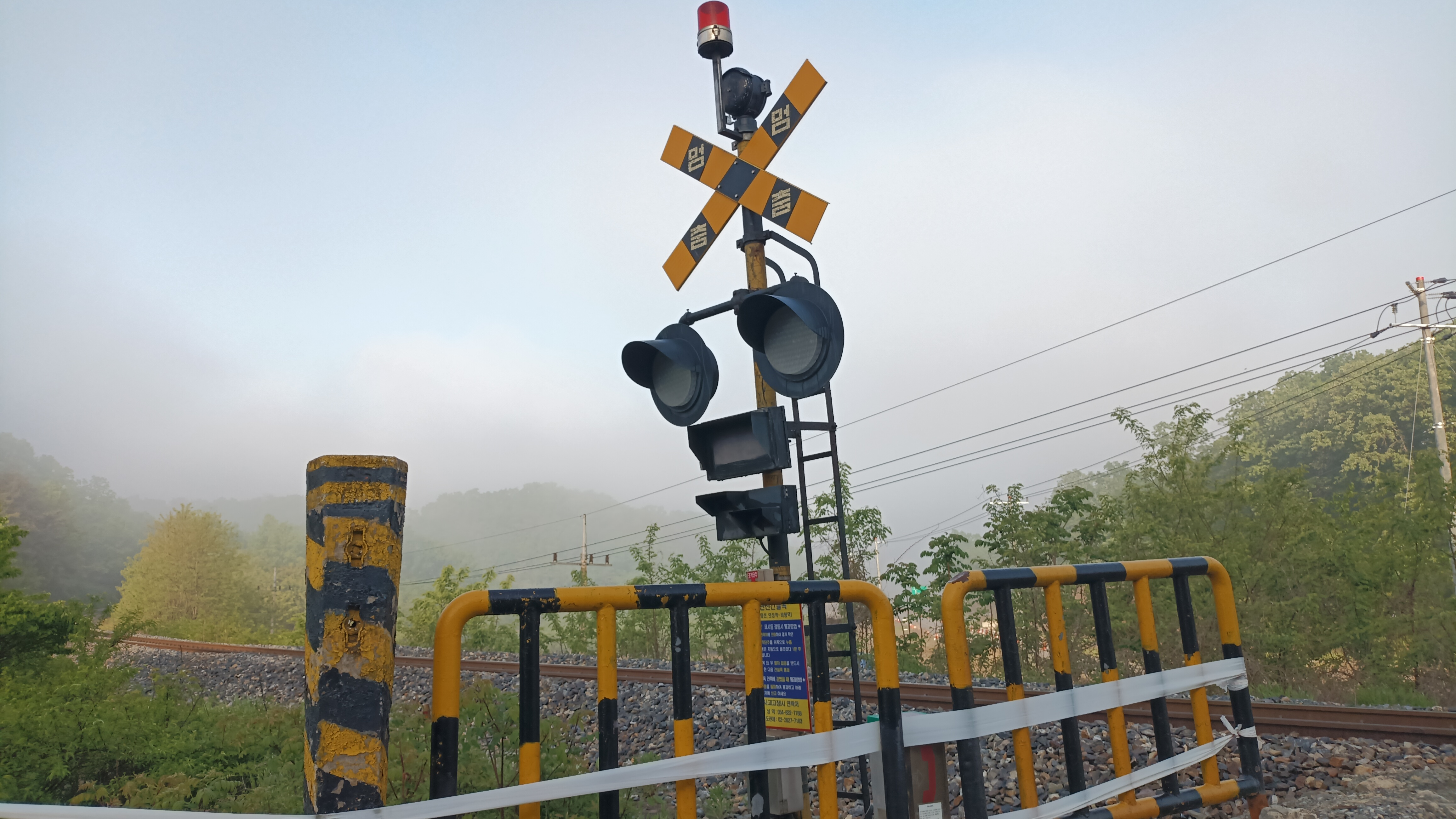
의성군 의성읍 비봉리의 중앙선 만천건널목

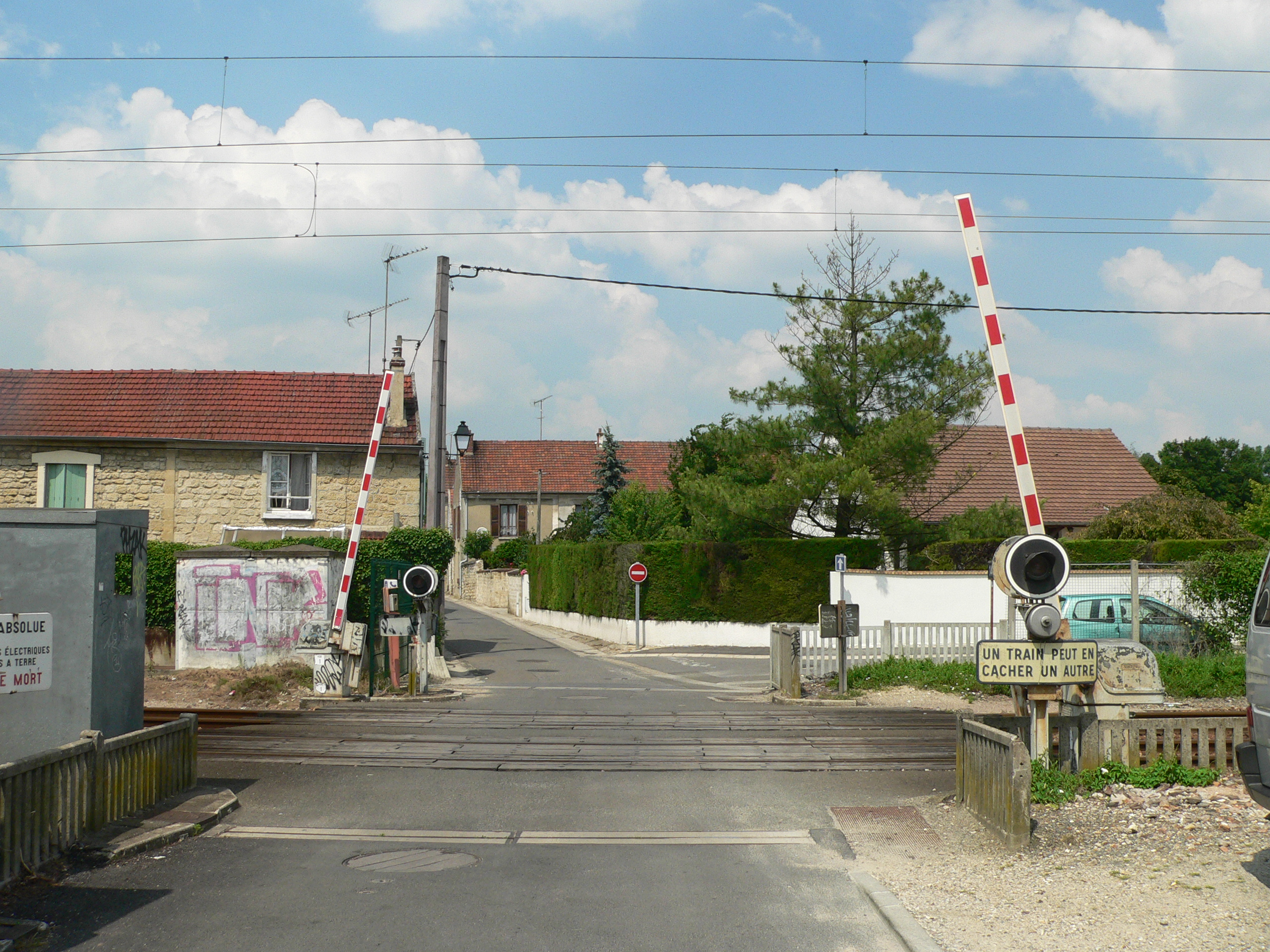
프랑스의 건널목

건널목(문화어: 건늠길)은 철도길과 각종 도로가 평면으로 서로 마추치는 곳을 말한다. 크로스로드(Crossroad, CR), 또는 레벨 크로싱(Level Crossing)이라 한다.

## 개요
건널목은 도로와 철도의 교차점을 의미하며, 법률적으로 정의할 때에는 철도와 도로법에 의한 도로(일반국도, 지방도 등등), 사도법에 의한 사도(私道), 농·어촌도로법에 의한 농·어촌도로가 철도와 평면교차되는 곳을 말한다. 법률적으로 정의할 때는 역 안에 설치된 여객, 직원, 차량의 통행을 위한 시설물은 건널목이 아닌 일반 통로로 다루나, 설비의 유사성 때문에 대개 건널목이라고 하고, 따로 구분할 경우에는 "구내(構內)건널목"이라고 통칭한다. 또한, 노면전차와 같이 도로 내에 포함된 철도는 건널목으로 보지 않으며, 이를 법령상으로는 궤도로 다룬다.
과거에는 비용 문제 등으로 본선 위에 건널목이 흔히 설치되었으나, 안전사고가 잦은 취약한 시설물인 까닭에 최근에는 새로 짓는 철도와 도로는 어쩔 수 없는 경우를 제외하고 원칙적으로 서로 입체교차되도록 하고 있으며, 기존 건널목도 따로 법령을 정하여 입체교차화하도록 정비하고 있다.

## 역사
건널목의 역사는 국가 또는 지역마다 다르지만, 어떤 곳에서는 옛날(건널목 도입 초기)에는 건널목 인근에 부스를 만들고 플래그맨(flagman)이라고 불리는 직원을 배치하였다. 플래그맨은 열차가 지나갈 때 빨간 깃발이나 랜턴을 흔들어 도로 교통을 차단했다. 그 후 20세기의 2/4분기부터 수동 또는 전기식 폐쇄가 가능한 게이트가 도입되어 철길로의 도로 교통 침입에 대한 완벽한 장벽이 되었다. 이후 시간이 지남에 따라 자동차가 마차를 대체하면서 동물 보호의 필요성이 감소하였고, 이에 따라 자동화된 건널목이 늘어났다. 이전 유형도 여전히 존재하지만 이제 국가에 따라서는 자동화된 건널목이 대부분을 차지한다. 교통량이 적은 시골 지역에서 가장 비용이 적게 드는 건널목은 플래그맨이나 게이트 없이 경고 표지판만 있는 건널목인데, 이는 북미 전역과 많은 개발 도상국에서 일반적이다.
일부 국제 협약은 건널목을 표준화하는데 도움이 되었다. 가령, 1968년의 비엔나 협약에는 아래와 같은 내용이 있다(3장 제23b조).
- 하나 또는 두 개의 깜박이는 빨간색 표시등은 차가 멈춰야 함을 의미한다. 노란색이면 차는 주의하여 지나갈 수 있다.
- 제27조는 건널목에서 정지선을 제안한다.
- 제35조는 장벽이나 조명이 없을 때 크로스 모양의 표지판이 있어야 한다고 명시하고 있다.

이것은 비엔나 협약에 서명하지 않은 국가를 포함하여 많은 국가에서 시행되었다.

## 안전성

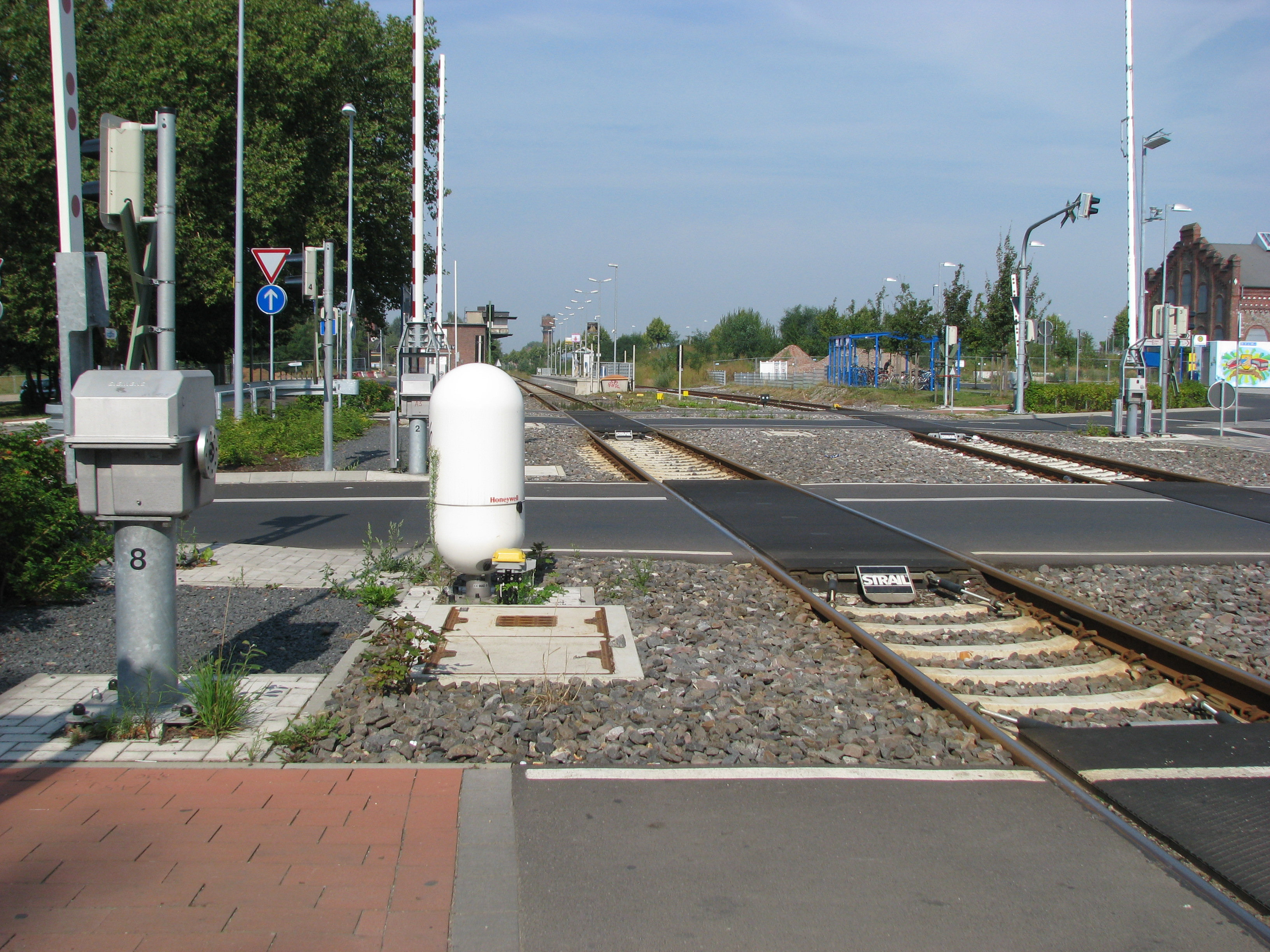
장애물 탐지 레이더 스캐너가 장착된 독일의 건널목.

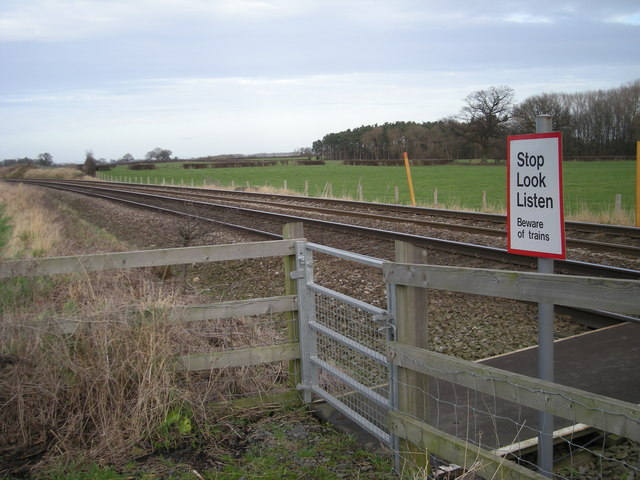
"멈추시오, 보시오, 그리고 들으시오"(stop, look, and listen) 표지판이 있는 영국의 건널목.

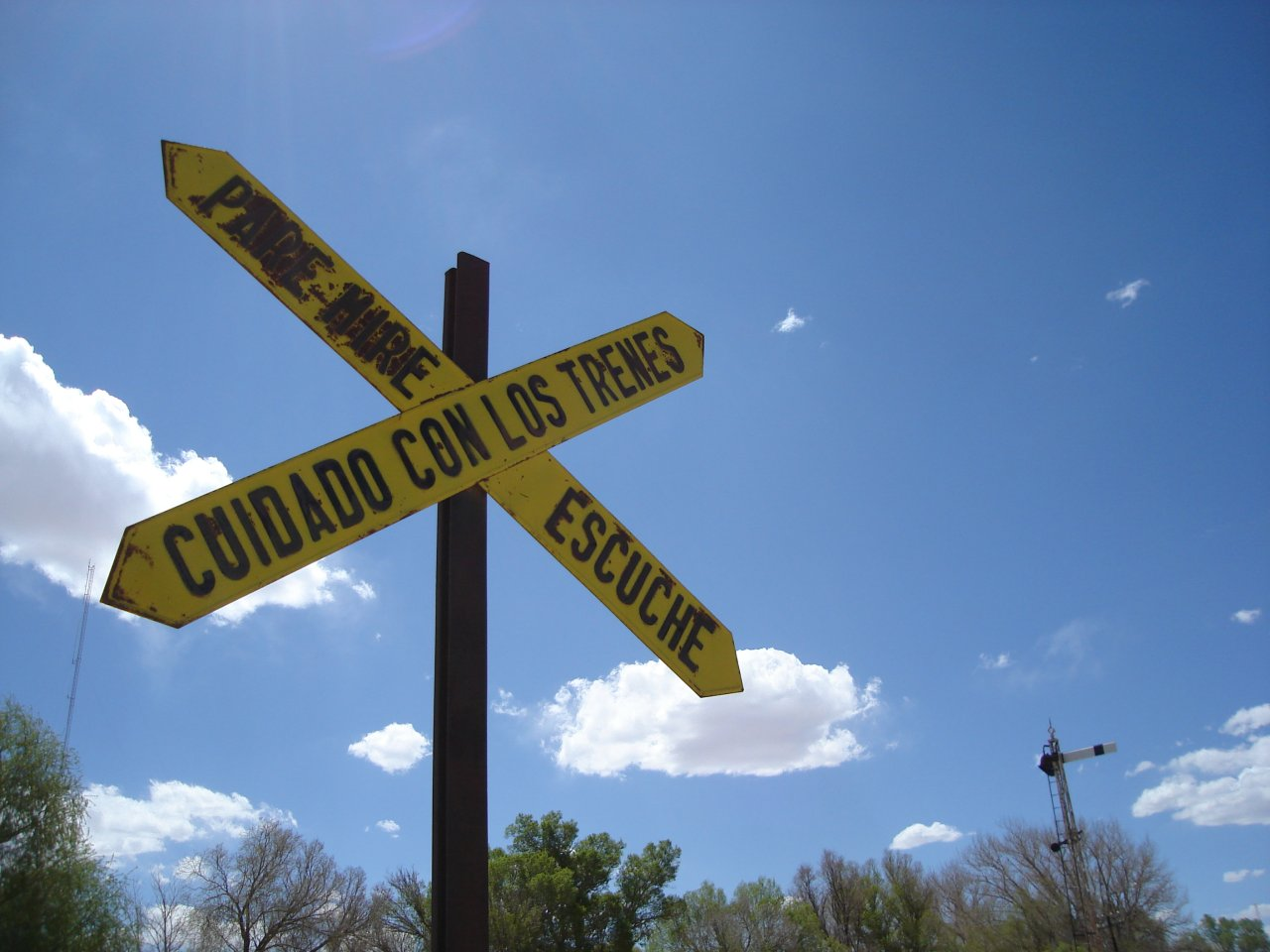
"멈추시오, 보시오, 그리고 들으시오" 표지판이 있는 아르헨티나의 건널목.

건널목의 안전 문제는 국제적으로 대두되고 있다. 유럽 연합에서는 연 평균 400명이, 미국에서는 연 평균 300명 이상이 건널목 사고로 사망한다. 보행자 뿐만 아니라 자동차와도 충돌이 발생할 수 있고, 사망을 초래할 가능성은 보행자와의 충돌에서 더 높다. 보행자 중 젊은층(5~19세), 노인(60세 이상), 남성은 고위험군으로 간주된다.
도로 사용자에 대한 경고를 위해 건널목은 다양한 유형의 경고 표지판으로 '수동적' 보호 기능을 갖추거나 깜박이는 조명, 경고음 또는 장벽이나 게이트와 같은 자동 경고 장치로 '능동적' 보호 기능을 갖추고 있다. 19세기에서 20세기의 대부분까지는 "멈추시오, 보시오, 그리고 들으시오"(Stop, look, and listen)라고 쓰인 표지판이 유일한 경고 장치였다. 오늘날에는 능동적 보호 장치가 널리 사용되고 그러한 건널목에서 충돌 사고가 덜 발생한다. 최근에는 레이더 센서 시스템이 적용되어 열차가 접근할 때 센서가 건널목에 장애물이 없는지 감지하는 건널목도 있다. 이러한 경우, 장애물이 제거될 때까지 열차에 제동 신호를 보내는 동시에 선로에 차량이나 보행자를 가둘 수 있는 횡단 장벽을 낮추지 않음으로써 안전을 개선한다.
철도역에서는 지하도나 다리가 없거나 장애인의 접근을 위해 승객들이 다른 승강장으로 갈 수 있도록 건널목이 설치되기도 한다. 제3궤조 시스템이 수평 건널목을 가지고 있는 경우, 제3궤조에 수평 건널목 위로 틈이 생기지만 여러 대의 차량에 전류 집전기를 장착할 수 있기 때문에 열차에 대한 전력 공급이 반드시 방해받지는 않는다.
출처: 미국 교통부(US Department of Transport)
(1 international mile=1 609.344 meters)
출처: 유럽 연합 통계국(Eurostat): 철도 사고 데이터는 유럽 철도청(ERA)에서 Eurostat으로 제공한다. ERA는 전체 데이터 수집을 관리하고 책임진다. Eurostat 데이터는 ERA에서 수집한 데이터의 일부를 구성하며, Common Safety Indicators(CSIs)의 일부이다.
주: 2010년부터는 각 국가별이 아니라 통합된 수치가 제공된다.
- 출처: 유럽 연합 통계국(Eurostat). 최종 업데이트: 2017년 9월 2일.

- 출처: 연방 철도청(Federal Railroad Administration)[11]

## 국가별 건널목

### 유럽
2014년 기준 유럽 연합 회원국에는 108,196개의 건널목이 있다. 평균적으로 EU 회원국에는 노선 km당 0.5개 미만의 건널목이 있다.
건널목의 53%만이 보행자와 자동차에 대한 보호 및 경고 장치가 있다. 나머지 47%는 그러한 장치가 없으며, 철도 사망자의 28%는 건널목 관련 사고로 인한 것이다.
| 회원국     | 건널목 수 |
| ---------- | --------- |
| 벨라루스   | 1,746     |
| 그리스     | 1,263     |
| 폴란드     | 12,801    |
| 룩셈부르크 | 117       |
| 라트비아   | 652       |
| 리투아니아 | 543       |
| 덴마크     | 1,024     |

#### 벨기에

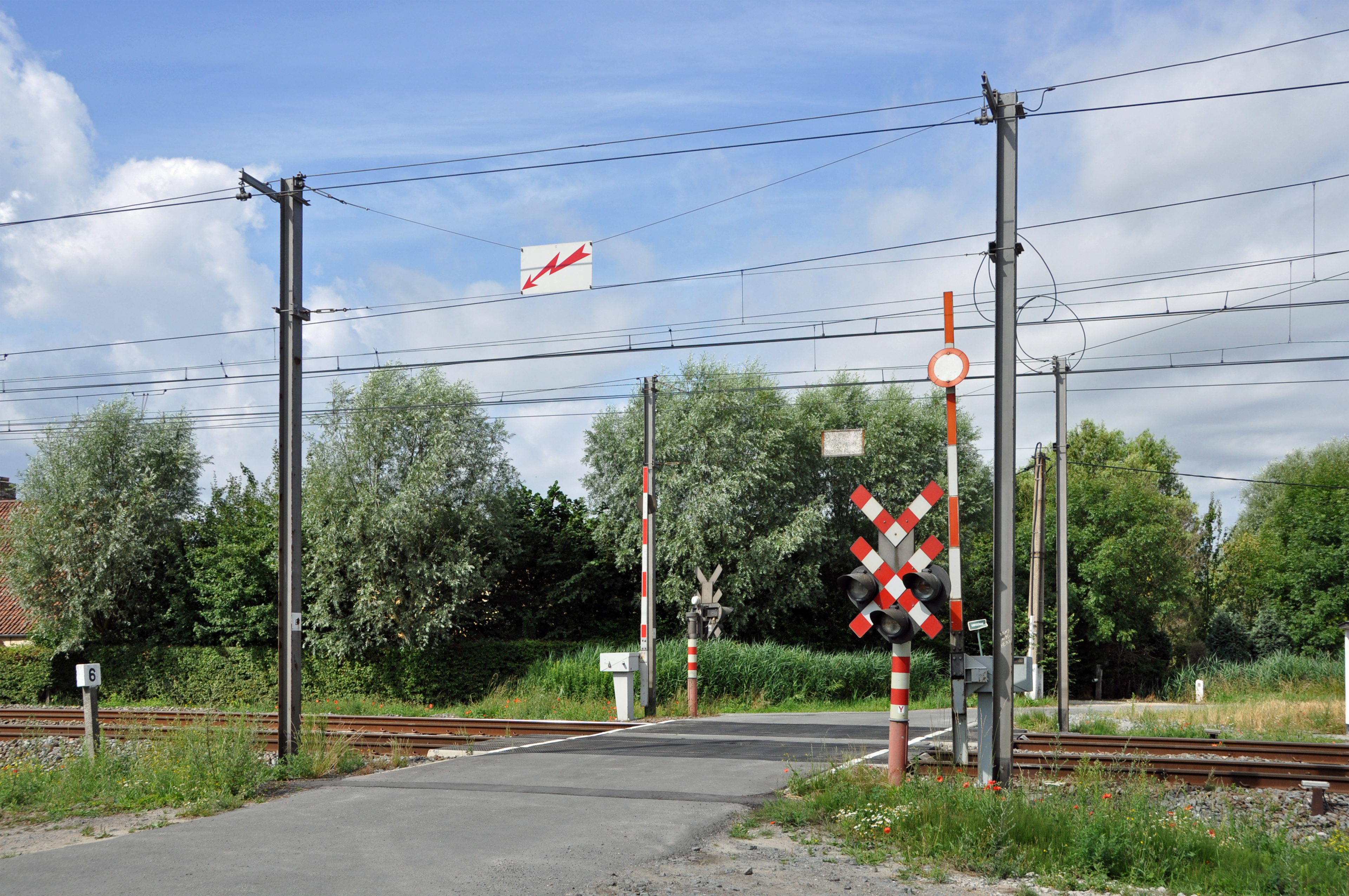
벨기에의 건널목.

벨기에의 건널목에는 두 개의 빨간 신호등과 한 개의 하얀 신호등, 전자식(예전에는 기계식) 경보기, (일반적으로) 차단기가 설치되어 있다. 흰색 신호등이 0.5초 간격으로 깜박임으로써 운전자와 보행자에게 건널목을 건널 수 있음을 알린다. 일부는 하얀 신호등이 없는데, 이 경우 건널목에서의 추월이 허용되지 않는다. 경보기는 차단기가 완전히 내려갔다가 멈출 때까지 울린다. 차단기가 없으면 경보기는 계속 울린다. 또한, 드 판(De Pann, 2021년까지), 츠바인드레흐트(Zwijndrecht), 안데를루스(Anderlues), 겐트(Ghent), 그리고 MIVB Line 44(여기에만 경보기가 있음) 건널목은 차단기 없이 2개 또는 3개의 신호등이 설치되어 있다.

#### 보스니아, 헤르체고비나
보스니아와 헤르체고비나의 건널목은 세르비아, 스위스, 크로아티아처럼 삼각형에 두 개의 신호등을 사용한다. 신호등이나 게이트가 없는 경우, 흰색 판을 사용한다.

#### 알바니아
알바니아에서는 건널목이 흔하지 않다. 건널목이 있는 경우, 일반적으로 빨간 신호등과 차단기가 설치되어 있다. 많은 건널목이 여전히 수동이지만 일부 자동도 있으며, 경보기가 설치된 경우도 있다.

#### 오스트리아
오스트리아의 건널목은 독일과 유사하다. 단일 또는 이중 신호등이 있으며, 열차가 접근할 때 자동 차단기가 항상 내려가는 것은 아니다. 호박색과 빨간색 두 개의 신호등이 있는 건널목이 더 현대적이며, 구형 단일 빨간색 신호등 건널목을 대체하고 있다.

#### 크로아티아
크로아티아의 건널목은 슬로베니아, 보스니아처럼 삼각형에 빨간 신호등을 사용한다. 대부분의 건널목에는 자동화된 차단기와 경보기가 설치되어 있다.

### 아시아

#### 대한민국

##### 설치 기준
건널목을 부득이 설치할 경우에는 소정의 설치 기준을 준수하도록 하고 있다. 이하는 이를 종합 요약한 것이다.
- 철도선로와 접속도로와의 교차각은 60도 이상일 것(단, 도로 측 기준에서는 45도까지 허용)
- 양쪽 접속도로는 반드시 포장되어야 하며, 철도경계선으로부터 30미터까지의 구간을 직선으로 하여 굴곡이 없어야 하고, 그 구간의 경사도는 3퍼센트 이하일 것
- 열차투시거리는 당해 선로에서 열차가 최고운행속도로 운행할 때의 제동거리 이상을 확보할 것
- 인접 건널목과의 거리는 1천미터 이상일 것
- 건널목의 폭은 3미터 이상일 것

##### 종류
대한민국에서의 건널목은 설비의 구비 정도에 따라서 1종, 2종, 3종 건널목의 세 종류로 구분한다. 여기에서는 건널목 간수의 배치에 대해서는 법률로 정의하지 않고 있으나, 대개의 경우 철도운영자나 도로관리청에서 긴요하다고 판단되는 곳(대개 1종이나 2종 건널목)에 따로 배치하는 예가 많다.

###### 1종 건널목
1종 건널목은 총 교통량 500,000회(환산량) 이상, 혹은 그 이하더라도 사고다발지역이거나 고속철도의 운행구간이어서 위험도가 높다고 인정된 때에 설치되며, 다음의 설비를 필수적으로 갖추어야 한다.
- 차단기
- 건널목경보기
- 전철 또는 구간 빔 스펜션
- 교통안전표지

그리고 이하의 설비는 사정에 따라 생략할 수 있다.
- 고장표시장치
- 관리원없음 표지
- 기적표
- 조명장치
- 전동차단기 수동취급장치 및 사용안내문(자동식 건널목일 경우)

2022년 철도통계연보에 따르면, 대한민국의 1종 건널목은 총 727개이다.

###### 2,3종 건널목
2종 건널목은 총 교통량 300,000회 이상 500,000회 미만일 경우(단 1종과 같이 3종 건널목 대상이나 위험도가 높은 경우)에 설치되며 1종 건널목에서 차단기, 관리원 없음 표지, 조명장치, 고장검지장치가 생략된 것이다. 2022년 현재 대한민국에는 4개가 설치되어 있다.
3종 건널목은 총 교통량 300,000회 미만일 경우에 설치되며, 2종 건널목에서 다시 건널목경보기, 고장표시장치가 생략된 것이다. 2022년 현재 대한민국에는 77개가 설치되어 있다.

#### 일본
일본의 건널목은 안전 설비에 따라 아래와 같이 분류된다.

##### 제1종(第1種)
자동 건널목 경보기와 자동 차단기를 설치하거나 건널목 보안 담당자를 배치하여 열차가 지나갈 때 도로의 교통을 차단기로 차단하는 것을 말한다. 제1종은 다시 아래로 나뉜다.

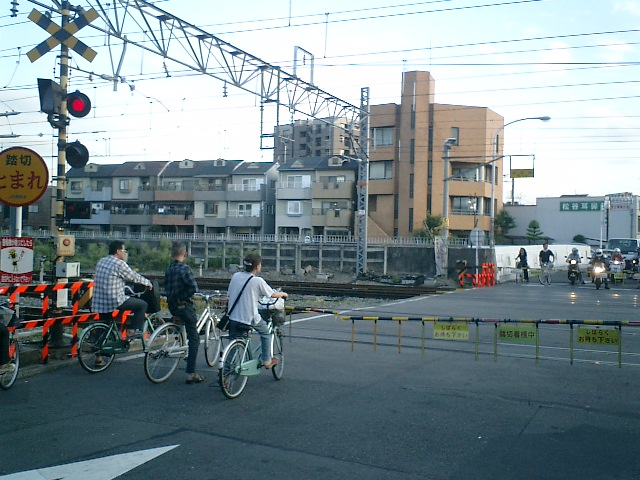
제1종갑 건널목(JR 서일본 가타마치 선 호슈쓰 가도 건널목).

- 제1종갑(일본어: 第1種甲、だいいちしゅこう 다이이치슈코우[*]) - 통과하는 모든 열차 또는 차량에 대하여 도로를 차단하는 것.

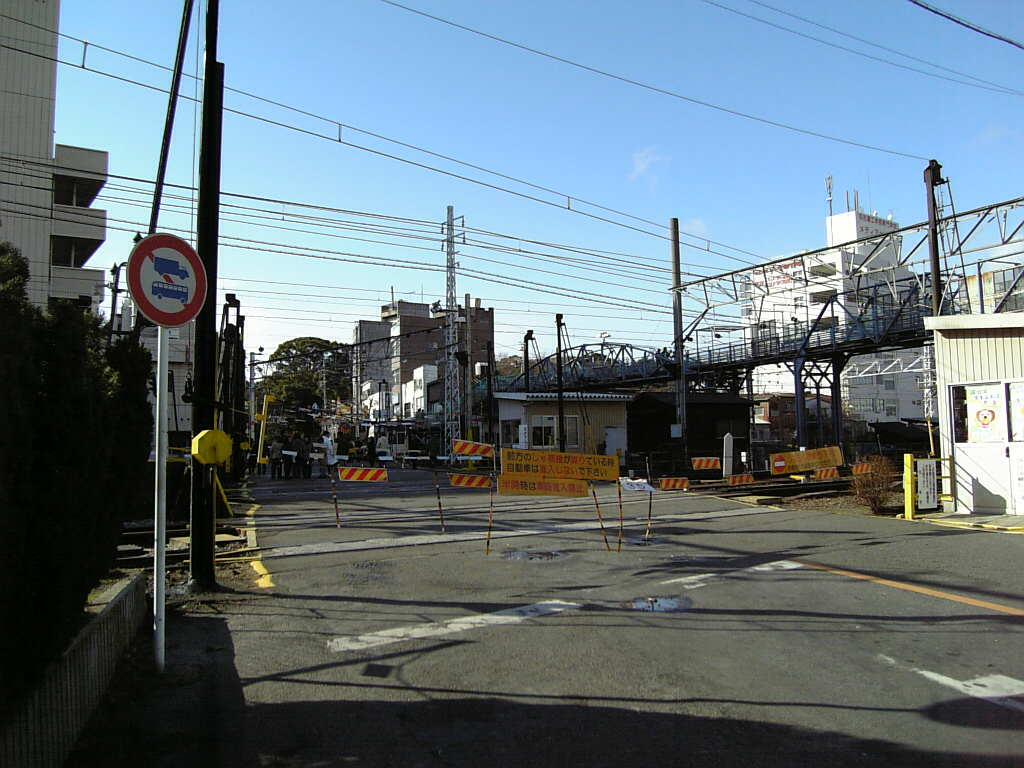
제1종을 건널목(나고야 철도 나고야 본선 진구마에1호건널목).

- 제1종을(일본어: 第1種乙、だいいちしゅおつ 다이이치슈오쓰[*]) - 첫차 시간부터 막차 시간 내에 통과하는 열차 또는 차량에 대하여 도로를 차단하는 것.

##### 제2종(第2種)
일부 시간대에만 보안원이 차단기를 조작하는 건널목. 보안원이 없는 시간대에는 사실상 제4종과 같아진다. 차단기 작동 여부를 나타내기 위해 건널목 보안원이 있는 시간대가 배치되어 있었다. 1980년에 20개 있었으며, 점점 제1종으로 대체하기 시작하여 1985년에 완전히 없어졌다.

##### 제3종(第3種)

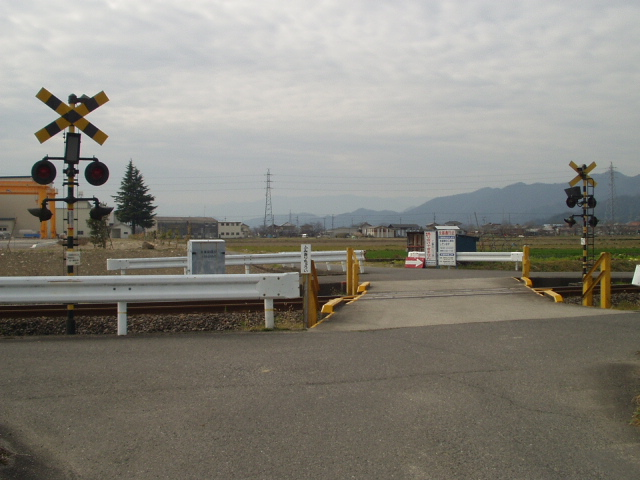
제3종 건널목(다루미 철도 다루미 선 모토스미나미건널목).

차단기는 없으나 경보기는 있는 것을 말한다.

##### 제4종(第4種)

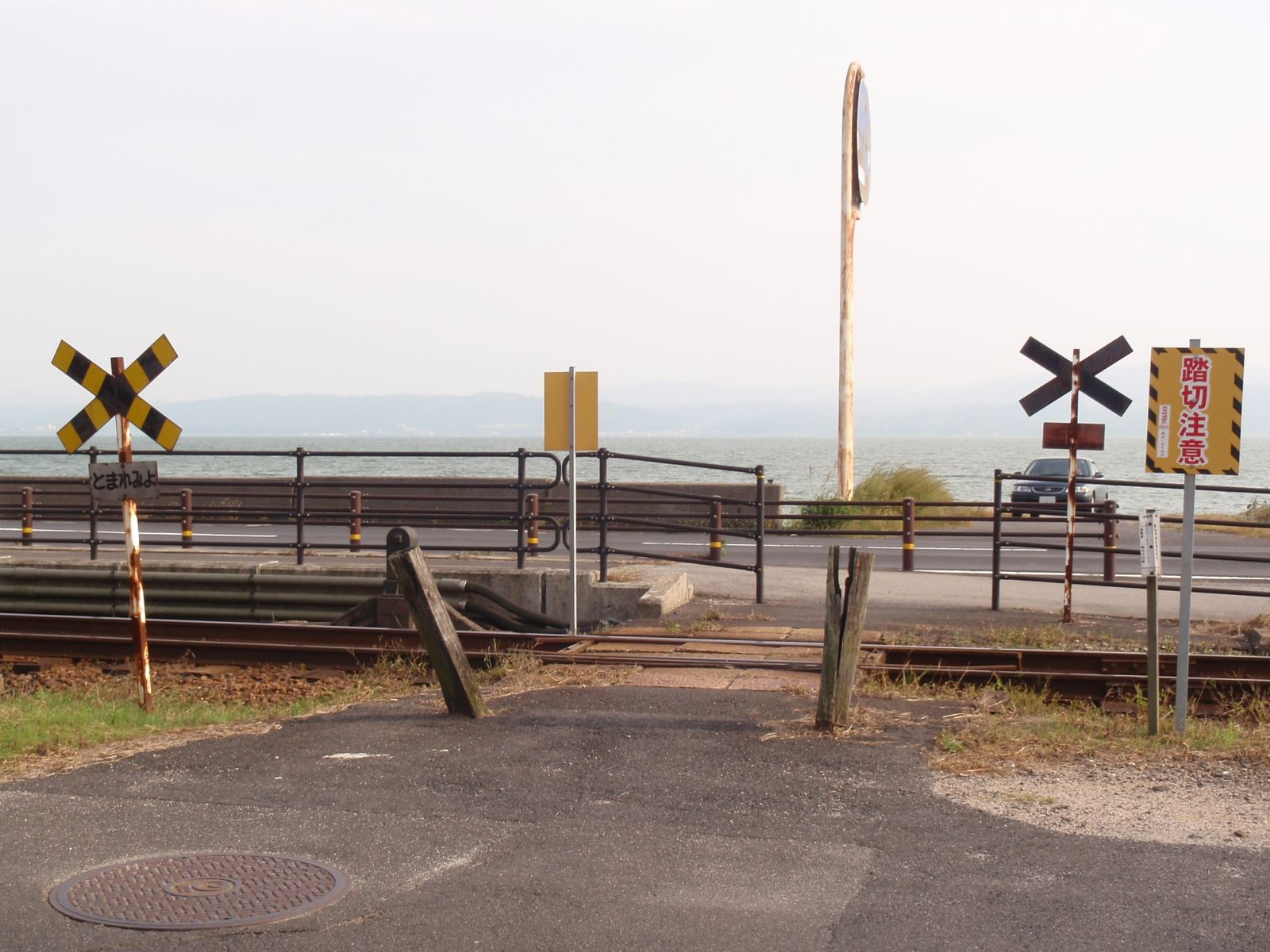
제4종 건널목(이치바타 전철 기타마쓰에 선 아이카마치 역 인근에 있는 건널목).

건널목 경보기 및 차단기가 설치되어 있지 않고, 건널목 보안원도 배치되지 않은 것을 말한다. 주로 슈토켄(수도권) 이외 지역의 로컬선에 많으며, 가끔씩 열차 주행속도가 높은 간선에도 설치되어 있다. 특히 자동차가 통행할 수 없는 소규모 도로에 많다. 2017년 기준으로는 대규모 사철 중 도쿄급행전철, 게이세이 전철, 나고야 철도에 각각 1개씩 존재한다(2000년대까지는 긴키 닛폰 철도에도 4개가 있었으나, 해당 노선이 타사에 양도되었고, 그 4개의 건널목도 제1종으로 전환하면서 없어졌다). 건널목을 본뜬 목형(木型) 또는 とまれみよ→멈추자 살피자(긴테츠의 경우 とまれ→멈추시오)라고 써진 표지판만 세워져 있으며, "지금 건너도 되는가"에 대한 판단은 전적으로 통행자 본인에게 있어, 사고가 발생하기 쉽다. 덧붙여, 도큐 세타가야 선 와카바야시 건널목과 같이 신호기로 교통을 규제하는 방식의 건널목도 경우에 따라 제4종으로 분류되기도 한다.

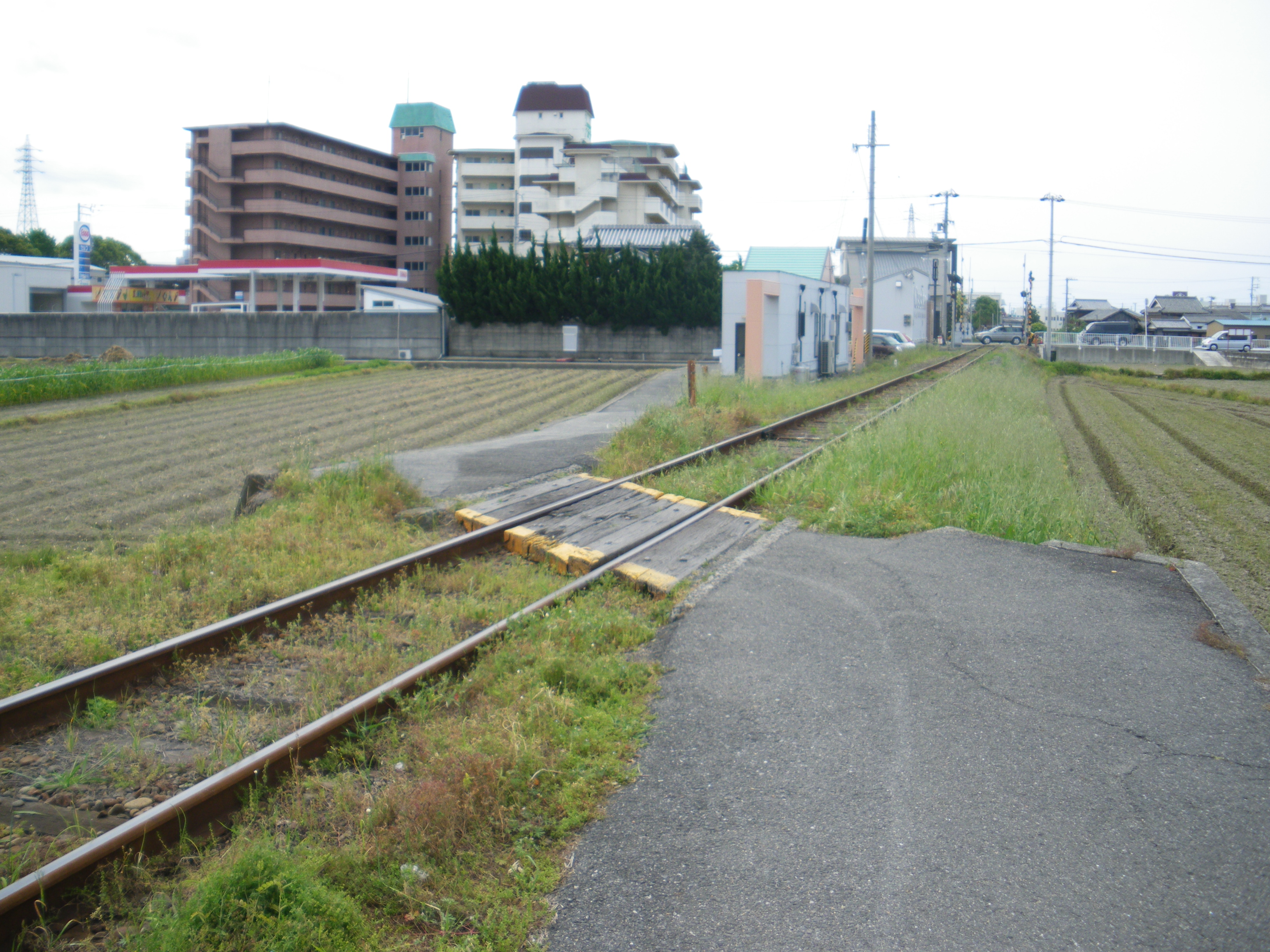
기슈철도 가쿠몬역 근처의 건널목(2009년 5월 촬영 / 경보기, 차단기 및 표지판이 없으며, 발판만 있다.

일부 건널목은 전술한 목형이나 표지판도 설치되어 있지 않은 곳도 있다.

#### 타이완

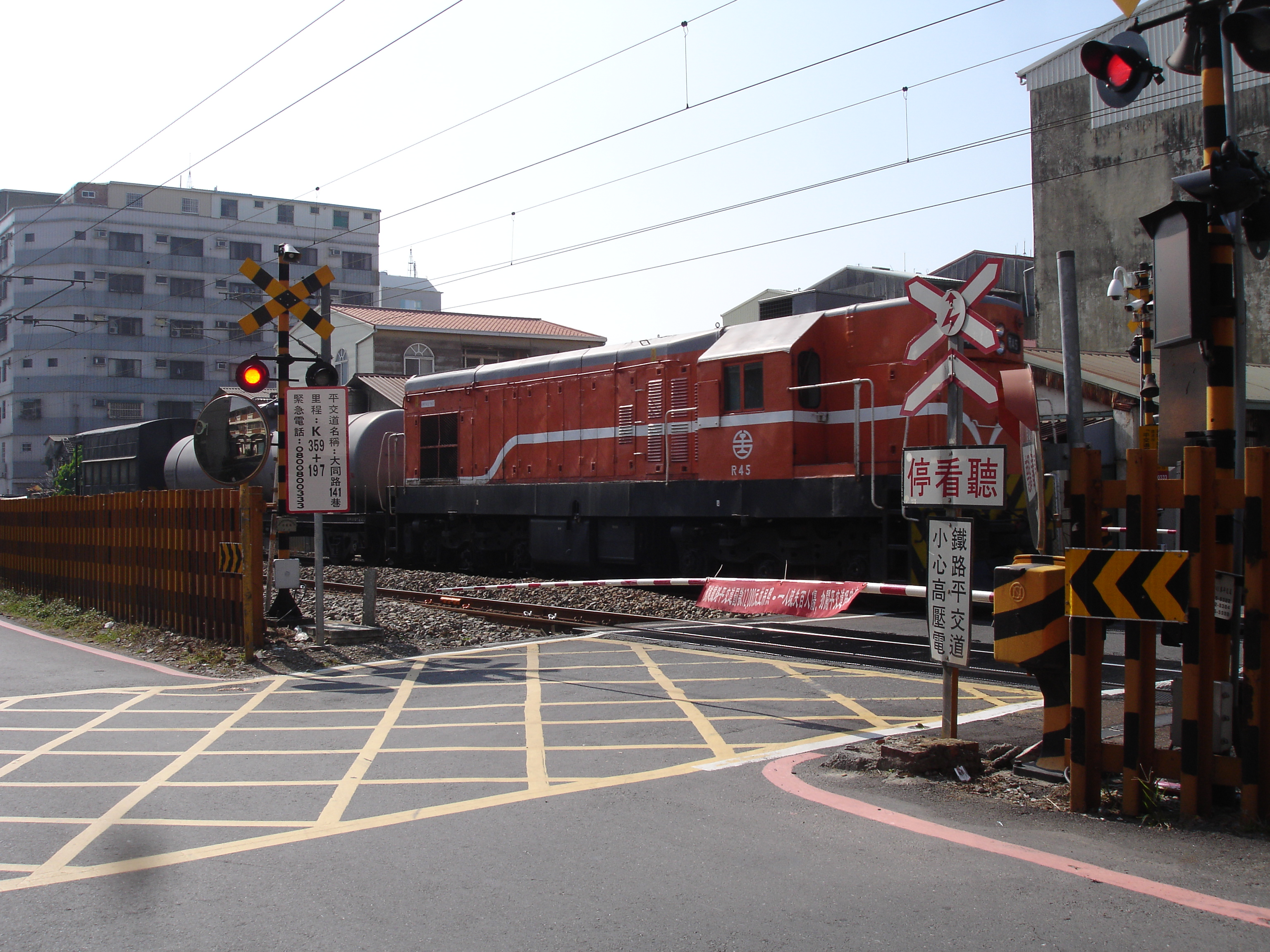
타이완철로관리국에서 관리하는 표준적인 건널목(종관선, 타이난 시).

차단기는 자동화된 것과 건널목 직원이 조작하는 수동형이 있으며, 직원이 차단기 앞까지 나오기도 한다.
타이완철로관리국의 건널목 수는 2017년 기준 435개 있다.
종류는 아래 3개가 있다.

##### 제일종(第一種)
자동 건널목 경보기와 자동 차단기를 설치하거나 건널목 보안 담당자를 배치하여 열차가 지나갈 때 도로의 교통을 차단기로 차단하는 것.

##### 제이종(第二種)
일부 시간대에만 건널목 보안원이 차단기를 조작하는 것. 차단기 작동 여부를 나타내기 위해 보안원이 있는 시간이 배치되어 있다.

##### 제삼종갑(第三種甲)
자동 건널목 경보기와 자동 차단기를 설치하여 기차가 지나갈 때 도로의 교통을 차단기로 차단하는 것.

## 같이 보기
- 횡단보도
- 주의표지

## 참고 문헌
- 《鉄道信号》 [철도 신호] (일본어). 일본철도전기기술협회. 2015년 1월 27일. ISBN 978-4-904691-39-7.